# Grunwald (dzielnica Poznania 1954–1990)
Grunwald – dawna dzielnica administracyjna Poznania od 1954 do 1990 roku, obejmująca południowo-zachodnią część miasta.
Po 1990 roku dzielnice zostały zlikwidowane, jednak Urząd Miasta Poznania przydzielił ich dawne obszary do swoich pięciu delegatur, w których znajdowało się część instytucji gminnych. Granice dawnych dzielnic zostały wykorzystane w celu organizacji pracy urzędu miasta. Delegatura UM Poznań-Grunwald znajdowała się przy ul. Matejki 50.
Pod koniec funkcjonowania dzielnica Grunwald obejmowała obszar o powierzchni 36,81 km², co stanowiło 14,08% powierzchni Poznania.
W obszarze dawnej dzielnicy 31 grudnia 2011 roku zamieszkiwało 120 158 osób.

## Położenie
W 1954 r. dzielnica obejmowała powierzchnię 33,41 km², natomiast pod koniec funkcjonowania 36,81 km².
Granice dzielnicy wytyczały licząc od północy: ul. Bukowska, ul. Franklina Delano Roosevelta, tory kolejowe trasy na Zbąszynek, ul. Przełęcz, ul. Głazowa, ul. Piargowa, ul. Leszczyńska, ul. Pszczyńska i Strumień Junikowski.
W dzielnicy wyróżniano obszary, które również zwyczajowo nazywa się dzielnicami:
- Łazarz
- Górczyn
- Junikowo
- Kopanina
- Kotowo
- Fabianowo
- Raszyn
- Rudnicze
- Osiedle Kopernika
- Osiedle Kwiatowe (kiedyś: Osiedle Plewiska) (w odróżnieniu od Plewisk – osobnej miejscowości)
- Marcelin
- Ławica (część)

## Architektura
W dzielnicy przeważały obszary jednolitej zabudowy mieszkalnej: od XIX-wiecznej na Łazarzu na wschodzie po powojenną w części środkowej i zachodniej, przy czym na zachodzie i południu przeważa zabudowa jednorodzinna, a na pozostałym obszarze wielorodzinna. Część budynków w okolicy ul. Matejki i Małeckiego (dzielnica Łazarz) posiada bardzo ciekawe formy eklektyczne (polska secesja – koniec XIX / początek XX wieku).
Obiekty przemysłowe zlokalizowane są w okolicy ul. Marcelińskiej/Bułgarskiej (Kimball Electronics Poland – dawny Alcatel-Teletra) i ul. Grunwaldzkiej (GlaxoSmithKline - dawna Polfa).
W części południowo-zachodniej (Junikowo) znajduje się największy cmentarz miejski Poznania tworzący oazę zieleni wraz z leżącymi na północ od niego ogródkami działkowymi i Laskiem Marcelińskim.

## Historia
W 1954 roku Prezydium Rządu utworzyło dzielnicę Grunwald, jako jedną z pięciu. W 1984 roku podział na 5 dzielnic Poznania ponowiła Rada Ministrów w granicach wyznaczonych przez Wojewódzką Radę Narodową w Poznaniu.
W 1987 r. przyłączono do dzielnicy część obszaru wsi Plewiska, zwane obecnie Osiedlem Kwiatowym.